# 绿色屠夫
《绿色屠夫》（丹麦语：De grønne slagtere）是一部 2003 年丹麦黑色喜剧电影，由马德斯·米克尔森、尼古拉·雷·卡斯和莱恩·克鲁斯主演，由安诺斯•托马斯•延森编剧和导演。电影讲述了两个屠夫 Svend “Sweat” 和 Bjarne，他们为了摆脱傲慢的老板而开办了自己的商店。后来，他们为了提高生意率而开始制作人肉香肠。

## 演员
- 尼古拉·雷·卡斯 饰 布雅尼
- 麦德斯·米科尔森 饰 斯文德
- 尼可拉斯·布若 饰 Hus Hans
- 莱恩·克鲁斯 饰 Ms Juhl
- 波迪尔·约根森 饰 Tina
- 托马斯·维尔姆·约翰逊 饰 Håndværker
- 克里斯蒂安·哈尔肯 饰 Kristian Halken
- 雅各布布·克德格恩 饰 Levnedsmiddelkontrollen
- 丹妮·沃瑞西莫 饰 无名女孩

## 获奖记录
- 阿姆斯特丹神奇电影节2004 神奇电影大奖[1]

## 外部连结
- 互联网电影数据库（IMDb）上《De Grønne slagtere》的资料（英文）
- 爛番茄上《绿色屠夫》的資料（英文）
- Box Office Mojo上《绿色屠夫》的資料（英文）
- 绿色屠夫 （页面存档备份，存于）